# Okręg Münchwilen
Münchwilen (niem. Bezirk Münchwilen) – okręg w Szwajcarii, w kantonie Turgowia. Siedziba administracyjna okręgu znajduje się w miejscowości Münchwilen.  
Okręg składa się z 13 gmin (Gemeinde) o powierzchni 138,19 km² i o liczbie mieszkańców 48 852.

## Gminy
1. Aadorf
2. Bettwiesen
3. Bichelsee-Balterswil
4. Braunau
5. Eschlikon
6. Fischingen
7. Lommis
8. Münchwilen
9. Rickenbach
10. Sirnach
11. Tobel-Tägerschen
12. Wängi
13. Wilen